# Liteni
Liteni (deutsch veraltet Leiten) ist eine Stadt im Kreis Suceava in Rumänien.

## Lage
Liteni liegt im Vorland der Ostkarpaten, an der Mündung des Flusses Suceava in den Siret. Die Kreishauptstadt Suceava befindet sich etwa 25 km nordwestlich.

## Geschichte
Die Region der heutigen Stadt ist seit dem Neolithikum besiedelt; weitere archäologische Funde stammen aus der Bronzezeit und der Epoche der Daker. Liteni wurde im Jahr 1463 – zur Zeit der Regierung von Ștefan cel Mare – erstmals urkundlich erwähnt. Der Name des Ortes soll von litauischen Händlern stammen. Ab 1869 kam es durch die Eröffnung der durch Liteni führenden Bahnlinie von Czernowitz nach Roman zu einem wirtschaftlichen Aufschwung. Liteni und seine Umgebung wurden vom Bauernaufstand in Rumänien 1907 erfasst. In den Balkankriegen sowie im Ersten Weltkrieg fanden 183, im Zweiten Weltkrieg 215 Bewohner Litenis den Tod. Viele Bürger lebten nach dem Krieg als Kriegsgefangene der Sowjetunion in sibirischen Lagern. 2004 wurde Liteni zur Stadt erklärt. Die wichtigsten Erwerbszweige sind die Landwirtschaft und die Gewinnung von Schotter.

## Bevölkerung
1930 waren von den damals ca. 4500 Bewohnern der heutigen Stadt etwa 200 Juden, die übrigen Rumänen. Bei der Volkszählung 2002 lebten in Liteni 9851 Personen, darunter 9833 Rumänen und 17 Roma. 4577 wohnten in der eigentlichen Stadt, 5258 in den fünf eingemeindeten Ortschaften.

## Verkehr
Durch die Stadt verläuft die wichtige Bahnstrecke Bukarest–Suceava. Am Bahnhof von Liteni sowie in Corni halten nur Nahverkehrszüge in Richtung Suceava oder Pașcani. Es bestehen  Busverbindungen nach Suceava und Fălticeni.

## Sehenswürdigkeiten
- Das Landhaus Iorgu Vârnav Liteanu,[7] einem Kämpfer für die Vereinigung Rumäniens im 19. Jahrhundert. Das unter Denkmalschutz stehende Gebäude ist dem Zerfall geweiht, wurde von den Erben 2020 der Stadt Liteni überlassen.[8]